# Volker Seitz
Volker Seitz (* 28. Januar 1943) ist ein ehemaliger Diplomat und Botschafter der Bundesrepublik Deutschland.

## Laufbahn
Volker Seitz trat 1965 zunächst als Beamter im gehobenen Dienst (Konsulatssekretär) in den Auswärtigen Dienst ein. Es folgten Verwendungen an den Botschaften in Guinea (Pressesachbearbeiter) und in Libyen (Leiter der Außenstelle Bengasi), am Generalkonsulat in Osaka-Kōbe (Sachbearbeiter in der Rechts-, Konsular-, Kulturabteilung) sowie im Auswärtigen Amt (Personalsachbearbeiter). Zuletzt war Seitz dort bis 1981 Persönlicher Referent des Staatsministers im Auswärtigen Amt, Klaus von Dohnanyi.
Nach dem Wechsel in den höheren Dienst 1981 und der Laufbahnprüfung 1983 folgte von 1984 bis 1989 eine Verwendung an der Ständigen Vertretung bei der Europäischen Union in Brüssel als Politischer Referent für das Europäische Parlament. Von 1989 bis 1992 war Seitz dann Ständiger Vertreter des Botschafters in Niger und im Anschluss bis 1996 Leiter des Referats 511 (Nothilfe für Deutsche im Ausland) des Auswärtigen Amtes.
Im Jahr 1996 wurde er Botschafter der Bundesrepublik Deutschland in Benin und dann ab 1999 Botschafter der Bundesrepublik Deutschland in Armenien. Dort war er im Jahr 2000 Mitbegründer der aus einem deutsch-französischen Projekt hervorgegangenen privaten Wirtschaftshochschule von Jerewan.
Von 2001 bis 30. Juni 2004 war Seitz Leiter des Referats 110 (Organisation) des Auswärtigen Amtes. Vom 10. Juli 2004 bis 2008 war er Botschafter der Bundesrepublik Deutschland in Kamerun, der Zentralafrikanischen Republik und Äquatorialguineas mit Sitz im kamerunischen Yaoundé.
Seitz gehört zum Initiativkreis des Bonner Aufrufs zur Reform der Entwicklungshilfe. Er ist Autor eines Buches über Entwicklungshilfe für Afrika und regelmäßiger Gastautor der Achse des Guten.

## Audio
- Zwischentöne. Musik und Fragen zur Person vom  30. Juni 2013: 
 Der Diplomat und Botschafter Volker Seitz im Gespräch mit Michael Langer